# Concertmuziek - Musique de concert (Poot)
Concertmuziek - Musique de concert is een compositie voor harmonieorkest van de Belgische componist en lid van de componisten groep De Synthetisten Marcel Poot uit 1968.